# Кардстон (муніципальний район)
Графство Кардстон (англ. Cardston County) — муніципальний район в Канаді, у провінції Альберта.

## Населення
За даними перепису 2016 року, муніципальний район нараховував 4481 жителя, показавши зростання на 7,5%, у порівнянні з 2011-м роком. Середня густина населення становила 1,3  особи/км².
З офіційних мов обидвома одночасно володіли 85 жителів, тільки англійською  — 4 330, а 70 — жодною з них. Усього 1,380 осіб вважали рідною мовою не одну з офіційних, з них 10 — одну з корінних мов.
Працездатне населення становило 67,7% усього населення, рівень безробіття — 4,1% (5,6% серед чоловіків та 1,5% серед жінок). 70,4% були найманими працівниками, 29,9% — самозайнятими.
Середній дохід на особу становив $45 286 (медіана $32 320), при цьому для чоловіків — $57 501, а для жінок $32 577 (медіани — $42 944 та $23 952 відповідно).
36,2% мешканців мали закінчену шкільну освіту, не мали закінченої шкільної освіти — 16,6%, 47,2% мали післяшкільну освіту, з яких 31,1% мали диплом бакалавра, або вищий, 10 осіб мали вчений ступінь.
| Статево-вікова структура населення | Статево-вікова структура населення | Статево-вікова структура населення | Статево-вікова структура населення | Статево-вікова структура населення |
| ---------------------------------- | ---------------------------------- | ---------------------------------- | ---------------------------------- | ---------------------------------- |
|                                    |                                    |                                    |                                    |                                    |
| Всього                             | Всього                             | 49,6%50,4%                         |                                    |                                    |
| 0 — 14 років                       | 0 — 14 років                       |                                    | 25,6%                              | 25,6%                              |
| 15 — 64 років                      | 15 — 64 років                      |                                    | 59,5%                              | 59,5%                              |
| 65 і більше                        | 65 і більше                        |                                    | 15%                                | 15%                                |
| 85 і більше                        | 85 і більше                        |                                    | 1,2%                               | 1,2%                               |
| Середній вік (років)               | Середній вік (років)               | 37,036,9                           | 36,9                               | 36,9                               |
| Медіана (років)                    | Медіана (років)                    | 35,335,1                           | 35,2                               | 35,2                               |
| — чоловіки — жінки                 |                                    |                                    |                                    |                                    |

| Походження мешканців:     | Походження мешканців:     | Походження мешканців: | Походження мешканців: | Походження мешканців: |
| ------------------------- | ------------------------- | --------------------- | --------------------- | --------------------- |
| Походження                |                           |                       | осіб                  | %                     |
| Корінні американці        | Корінні американці        |                       | 145                   | 4.57%                 |
| Інше північноамериканське | Інше північноамериканське |                       | 1 215                 | 38.33%                |
| Європейське               | Європейське               |                       | 2 445                 | 77.13%                |
| британське                | британське                |                       | 1 790                 | 56.47%                |
| французьке                | французьке                |                       | 195                   | 6.15%                 |
| українське                | українське                |                       | 85                    | 2.68%                 |
| Латинськоамериканське     | Латинськоамериканське     |                       | 20                    | 0.63%                 |
| Азійське                  | Азійське                  |                       | 10                    | 0.32%                 |
| Океанійське               | Океанійське               |                       | 115                   | 3.63%                 |

| Зайнятість населення за галузями (за класифікацією NOC): | Зайнятість населення за галузями (за класифікацією NOC): | Зайнятість населення за галузями (за класифікацією NOC): | Зайнятість населення за галузями (за класифікацією NOC): | Зайнятість населення за галузями (за класифікацією NOC): |
| -------------------------------------------------------- | -------------------------------------------------------- | -------------------------------------------------------- | -------------------------------------------------------- | -------------------------------------------------------- |
|                                                          |                                                          |                                                          |                                                          |                                                          |
| Управління                                               | Управління                                               |                                                          | 23,8%                                                    | 23,8%                                                    |
| Бізнес, фінанси та адміністрування                       | Бізнес, фінанси та адміністрування                       |                                                          | 12,4%                                                    | 12,4%                                                    |
| Природничі та прикладні науки                            | Природничі та прикладні науки                            |                                                          | 3,8%                                                     | 3,8%                                                     |
| Охорона здоров'я                                         | Охорона здоров'я                                         |                                                          | 7,9%                                                     | 7,9%                                                     |
| Освіта, правозахист, муніципальні та урядові служби      | Освіта, правозахист, муніципальні та урядові служби      |                                                          | 9,8%                                                     | 9,8%                                                     |
| Мистецтво, культура, відпочинок та спорт                 | Мистецтво, культура, відпочинок та спорт                 |                                                          | 1%                                                       | 1%                                                       |
| Роздрібна торгівля та послуги                            | Роздрібна торгівля та послуги                            |                                                          | 12,4%                                                    | 12,4%                                                    |
| Гуртова торгівля, транспорт та обладнання                | Гуртова торгівля, транспорт та обладнання                |                                                          | 14,3%                                                    | 14,3%                                                    |
| Природні ресурси, сільське господарство                  | Природні ресурси, сільське господарство                  |                                                          | 12,4%                                                    | 12,4%                                                    |
| Виробництво                                              | Виробництво                                              |                                                          | 2,2%                                                     | 2,2%                                                     |

## Населені пункти
До складу муніципального району входять містечка Кардстон, Меґрет, села Ґленвуд, Гілл-Спрінґ, індіанська резервація Блад 148, а також хутори, інші малі населені пункти та розосереджені поселення.

## Клімат
Середня річна температура становить 5,2°C, середня максимальна – 22,3°C, а середня мінімальна – -14,1°C. Середня річна кількість опадів – 492 мм.
| Клімат поселення                              | Клімат поселення | Клімат поселення | Клімат поселення | Клімат поселення | Клімат поселення | Клімат поселення | Клімат поселення | Клімат поселення | Клімат поселення | Клімат поселення | Клімат поселення | Клімат поселення | Клімат поселення |
| Показник                                      | Січ.             | Лют.             | Бер.             | Квіт.            | Трав.            | Черв.            | Лип.             | Серп.            | Вер.             | Жовт.            | Лист.            | Груд.            |                  |
| Середній максимум, °C                         | −0,36            | 2,61             | 6,25             | 11,60            | 16,72            | 20,88            | 22,29            | 22,30            | 17,25            | 12,05            | 4,55             | 0,38             |                  |
| Середня температура, °C                       | −7,23            | −4,25            | −0,6             | 4,75             | 9,86             | 14,02            | 16,85            | 16,87            | 11,80            | 6,62             | −0,88            | −5,09            |                  |
| Середній мінімум, °C                          | −14,07           | −11,11           | −7,47            | −2,12            | 3,00             | 7,15             | 11,40            | 11,44            | 6,37             | 1,17             | −6,33            | −10,52           |                  |
| Норма опадів, мм                              | 21               | 21               | 35               | 40               | 74               | 91               | 40               | 45               | 51               | 27               | 25               | 22               |                  |
| Середньомісячна швидкість вітру, м/с          | 4.77             | 4.36             | 4.59             | 4.51             | 4.40             | 4.06             | 3.60             | 3.50             | 3.80             | 4.40             | 4.72             | 4.81             |                  |
| Середньомісячна сонячна радіація, кДж/м²·день | 4402             | 7891             | 13020            | 17206            | 20725            | 21968            | 23770            | 20361            | 14692            | 8931             | 4792             | 3584             |                  |
| --------------------------------------------- | ---------------- | ---------------- | ---------------- | ---------------- | ---------------- | ---------------- | ---------------- | ---------------- | ---------------- | ---------------- | ---------------- | ---------------- | ---------------- |
| Джерело:                                      |                  |                  |                  |                  |                  |                  |                  |                  |                  |                  |                  |                  |                  |